# Camargo (Oklahoma)
Camargo es un pueblo ubicado en el condado de Dewey en el estado estadounidense de Oklahoma. En el año 2010 tenía una población de 178 habitantes y una densidad poblacional de 296,67 personas por km².

## Geografía
Camargo se encuentra ubicado en las coordenadas 36°1′4″N 99°17′14″O / 36.01778, -99.28722 (36.017879, -99.287244).

## Demografía
Según la Oficina del Censo en 2000 los ingresos medios por hogar en la localidad eran de $23,750 y los ingresos medios por familia eran $36,875. Los hombres tenían unos ingresos medios de $32,083 frente a los $28,125 para las mujeres. La renta per cápita para la localidad era de $20,417. Alrededor del 24.3% de la población estaban por debajo del umbral de pobreza.